# 城关区 (兰州市)
城关区是中国甘肃省兰州市下辖的一个市辖区，位于兰州市区的最东面，包括黄河南北两岸，旧兰州城，以及天兰铁路修通后新建的城区。全区面积220平方公里，其中城区面积60平方公里。甘肃省政府和兰州市政府都位于城关区，此外兰州大学、西北民族大学、兰州铁路局等行政机关都处于城关区。原来位于黄河中心的一个大岛雁滩是兰州郊区的一个乡，是兰州的主要蔬菜供应地，现在由于黄河淤积，已经和陆地连成一片，也划入到城关区。常住人口約148.5万人。

## 行政区划

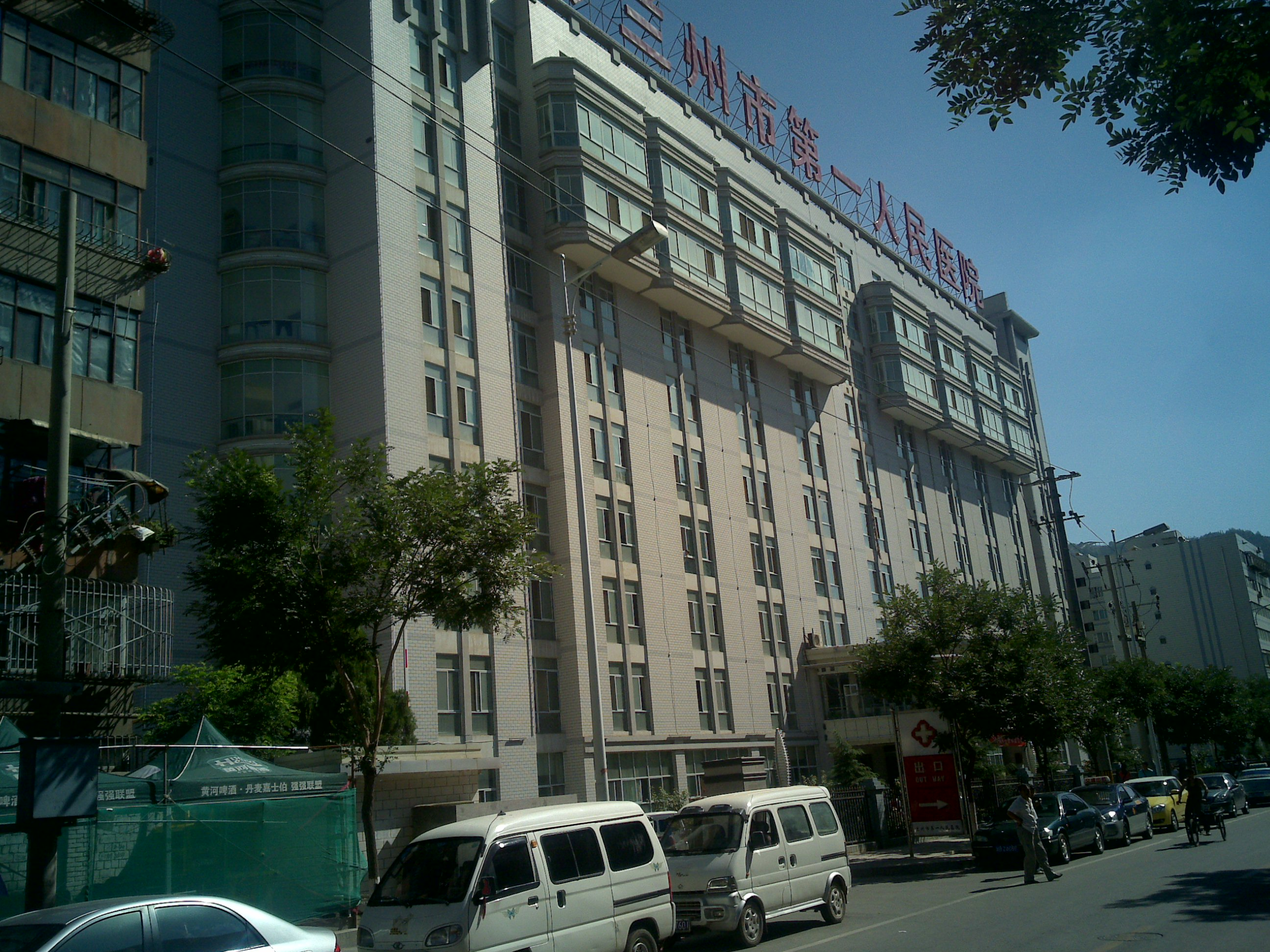
兰州人民医院

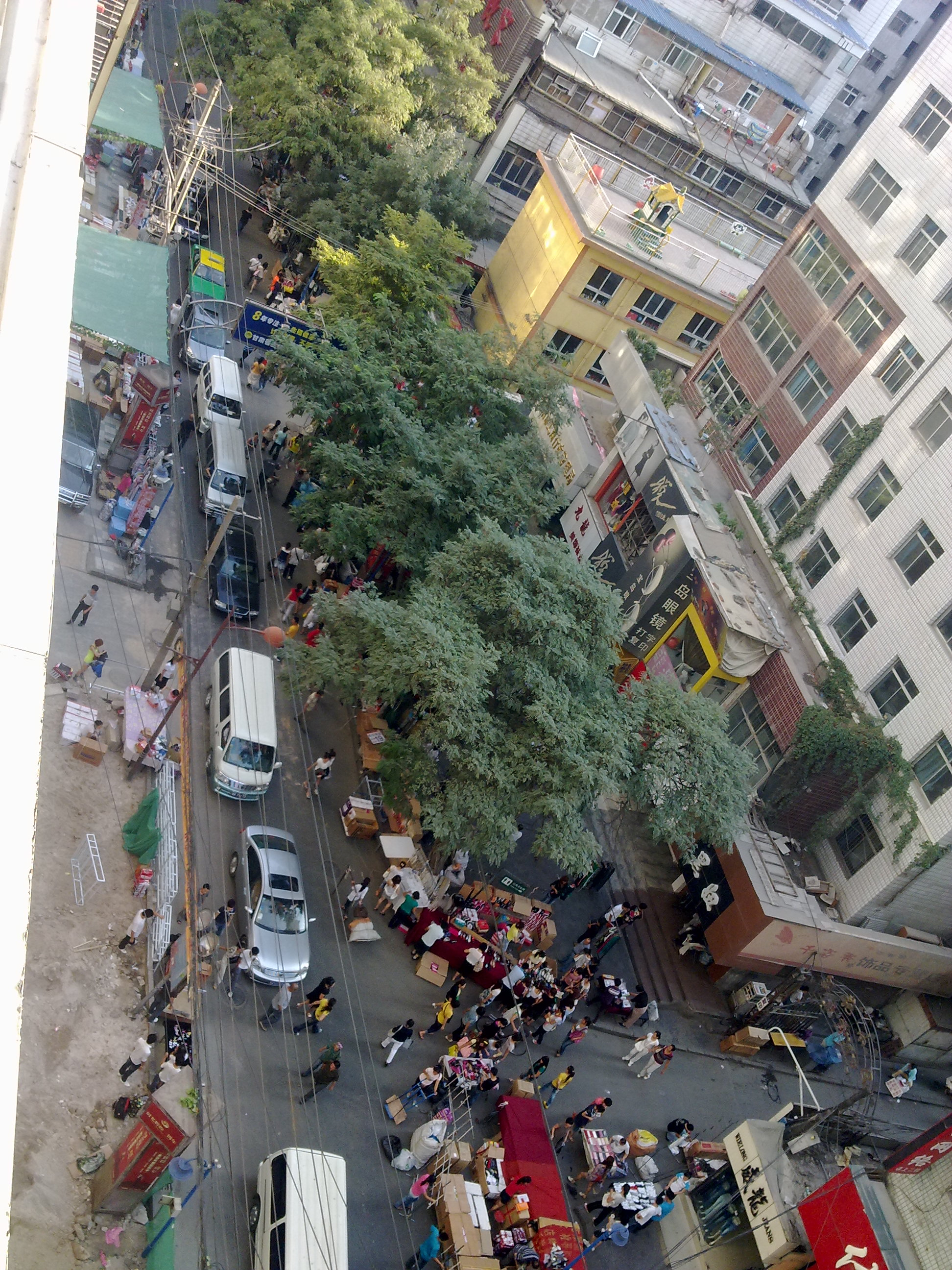
城关区

城关区下辖26个街道办事处：
酒泉路街道、张掖路街道、雁南街道、临夏路街道、雁北街道、五泉街道、白银路街道、皋兰路街道、广武门街道、伏龙坪街道、靖远路街道、草场街街道、火车站街道、拱星墩街道、东岗街道、团结新村街道、东岗西路街道、铁路东村街道、铁路西村街道、渭源路街道、盐场路街道、嘉峪关路街道、焦家湾街道、青白石街道、雁园街道和高新区街道。

## 人口
2020年末，兰州市第七次全国人口普查公报显示：城关区常住人口为1484016人 ，年龄结构中0-14岁占比13.49%，15-59岁占比70.3%，60岁以上占比16.21%，65岁以上占比11.22%。
城关区是兰州市的中心区，有汉、回、满、蒙古、藏、维吾尔等36个民族，总人口93.6万人。

## 交通
- 蘭州軌道交通1號線
  - 西關站
  - 省政府站(暫未開通)
  - 東方紅廣場站
  - 蘭州大學站
  - 五里舖站
  - 省氣象局站
  - 拱星墩站
  - 焦家灣站
  - 東崗站
- 蘭州軌道交通2号线(建設中)
  - 東方紅廣場站(2号线東方紅廣場站屬於第一期工程。)
  - 邮电大楼站
  - 兰州火车站
  - 公交五公司站
  - 定西路站
  - 五里舖站(2号线五里舖站屬於第一期工程。)
  - 雁南路站
  - 雁中路站
  - 雁北路站